# SS America (schip, 1939)

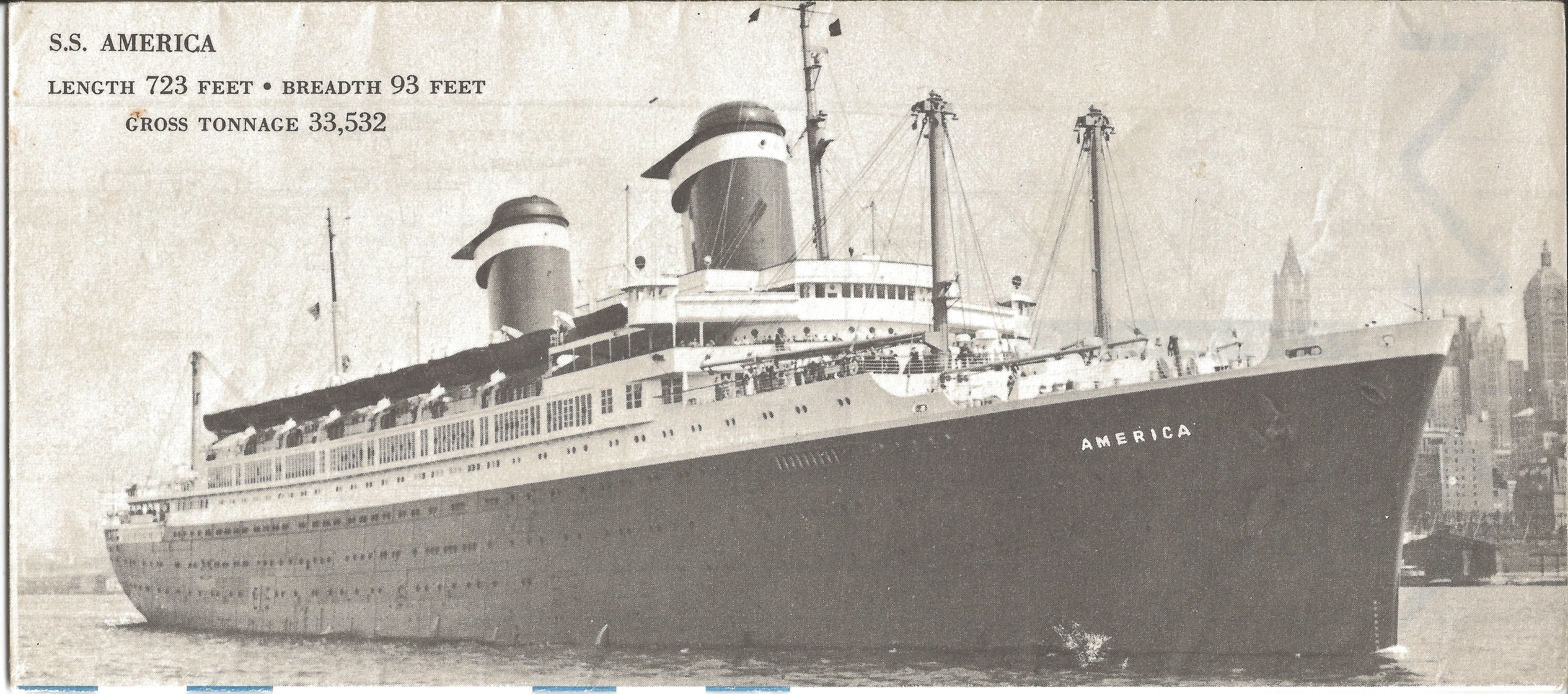
SS America in 1954

De SS America was een oceaanstomer en cruiseschip dat in 1940 in de Verenigde Staten werd gebouwd voor de United States Lines en ontworpen door de bekende Amerikaanse scheepsarchitect William Francis Gibbs. 
In de 54 jaar tussen de bouw en de ondergang in 1994 heeft het schip verschillende namen gedragen: SS America (deze naam droeg het schip 3 keer); troepentransportschip USS West Point; en SS Australis, Italis, Noga, Alferdoss en American Star. Het schip werd vooral ingezet in de commerciële vaart als America en als de onder Griekse vlag varende Australis.
Het schip werd verkocht met de bedoeling om het om te laten bouwen tot hotelschip. Het schip droeg toen de naam American Star. Tijdens het slepen naar Thailand raakte het op een klip bij Playa de Garcey op Fuerteventura op de Canarische Eilanden op 18 januari 1994. Het wrak raakte in verval en stortte volledig in zee. Anno 2024 was het niet langer zichtbaar op het zeeoppervlak en was het een kunstmatig rif geworden.